# Football Club du Bergot
Pour les articles homonymes, voir Bergot.
Maillots
Le Football Club du Bergot est un club de football français mixte basé à Brest : la section masculine a été fondée en 1957 et la section féminine, en 1974. 
La section féminine comprend 63 licenciées lors de la saison 2012/2013. Les Brestoises atteignent pour la première fois de leur histoire la Division 1 en 1982, mais n'y reste qu'une petite saison, suivie de 3 saisons en seconde division. Le club disparait alors des divisions nationales jusqu'en 1991 et un nouveau bref passage en Division 1. Le club évolue depuis 2006 dans les divisions régionales où il remporte plusieurs titres.
L'équipe fanion du club participe à la Division Honneur de Bretagne et évolue au stade du Spernot. Le club disparaît en 2023 : la  section féminine en 2023, un an après l'arrêt de la section masculine.

## Palmarès
Le palmarès du FC Bergot comporte trois championnats de Bretagne et trois coupes de Bretagne.
Le tableau suivant liste le palmarès du club actualisé à l'issue de la saison 2011-2012 dans les différentes compétitions officielles au niveau national et régional.
| Compétitions régionales | Équipes de jeunes           |
| - Division d'Honneur de Bretagne (3) - Vainqueur : 2004, 2005, 2011. - Coupe de Bretagne (3) - Vainqueur : 1983, 1985, 2011. | Votre aide est la bienvenue |

## Bilan saison par saison
Le tableau suivant retrace le parcours du club depuis la création de la première division en 1974.
| Édition   | Division 1 | Division 2             | Division 3             | Divisions régionales   | Coupe de France   |
| 1974-1982 | -          | Championnat inexistant | Championnat inexistant | …                      | Coupe inexistante |
| 1982-1983 | 5e (Gr. D) | -                      | Championnat inexistant | -                      | Coupe inexistante |
| 1983-1984 | -          | 2e (Gr. B)             | Championnat inexistant | -                      | Coupe inexistante |
| 1984-1985 | -          | 5e (Gr. D)             | Championnat inexistant | -                      | Coupe inexistante |
| 1985-1986 | -          | 2e (Gr. D)             | Championnat inexistant | -                      | Coupe inexistante |
| 1986-1991 | -          | Championnat inexistant | Championnat inexistant | …                      | Coupe inexistante |
| 1991-1992 | 7e (Gr. C) | Championnat inexistant | Championnat inexistant | -                      | Coupe inexistante |
| 1992-2001 | -          | …                      | Championnat inexistant | …                      | Coupe inexistante |
| 2001-2002 | -          | -                      | Championnat inexistant | 5e (CIR Gr. A)         | non connu         |
| 2002-2003 | -          | -                      | -                      | …                      | non connu         |
| 2003-2004 | -          | -                      | -                      | 1er (Division Honneur) | non connu         |
| 2004-2005 | -          | -                      | -                      | 1er (Division Honneur) | non connu         |
| 2005-2006 | -          | -                      | 10e (Gr. A)            | -                      | non connu         |
| 2006-2007 | -          | -                      | -                      | …                      | non connu         |
| 2007-2008 | -          | -                      | -                      | …                      | non connu         |
| 2008-2009 | -          | -                      | -                      | 3e (Division Honneur)  | non connu         |
| 2009-2010 | -          | -                      | -                      | …                      | non connu         |
| 2010-2011 | -          | -                      | Championnat inexistant | 1er (Division Honneur) | non connu         |
| 2011-2012 | -          | -                      | Championnat inexistant | 4e (Division Honneur)  | 1er Tour Fédéral  |
| 2012-2013 | -          | -                      | Championnat inexistant | 5e (Division Honneur)  | 1/4 finale        |